# Oberon (Verlag)
Oberon war ein niederländischer Comicverlag mit Sitz in Haarlem. Er bestand von 1972 bis 1990 und veröffentlichte überwiegend Comicserien in Form von Alben sowie die Comicmagazine Eppo, Donald Duck, Pep und Bobo.

## Comicserien (Auswahl)
Agent 327, Conan der Barbar, Donald Duck, Leutnant Blueberry, Asterix, Lucky Luke, Isnogud, Valerian und Veronique, Der rote Korsar, Trigan, Storm, Spider-Man, Popeye, Tom Puss, Bob Morane, Mick Tanguy, Werke von Jean Giraud und Enki Bilal und viele mehr.